# Eurocopa Sub-21 de 2011
La Eurocopa Sub-21 de 2011 fue la 29ª edición del torneo. Se disputó del 11 al 25 de junio de 2011 en Dinamarca. En el mismo participaron selecciones con jugadores menores de 21 años. El torneo también fue clasificatorio para la especialidad de Fútbol en los Juegos Olímpicos de Londres 2012.
Solo jugadores nacidos a partir del 1 de enero de 1988 fueron elegibles para el torneo, teniendo en cuenta que la clasificación comenzó en 2009.

## Clasificación
Las 52 selecciones afiliadas a la UEFA fueron divididas en 10 grupos de clasificación. Esta fase se desarrolló entre el 27 de marzo de 2009 y el 7 de septiembre de 2010.
| Grupo 1     | Grupo 1 | Grupo 2    | Grupo 2 | Grupo 3              | Grupo 3 | Grupo 4       | Grupo 4 | Grupo 5           | Grupo 5  |
| ----------- | ------- | ---------- | ------- | -------------------- | ------- | ------------- | ------- | ----------------- | -------- |
| Rumania     | 25      | Suiza      | 20      | Italia               | 16      | Países Bajos  | 21      | República Checa   | 22       |
| Rusia       | 22      | Turquía    | 16      | Gales                | 16      | España        | 19      | Islandia          | 16       |
| Moldavia    | 14      | Georgia    | 15      | Hungría              | 13      | Finlandia     | 10      | Alemania          | 12       |
| Letonia     | 13      | Armenia    | 13      | Bosnia y Herzegovina | 8       | Polonia       | 9       | Irlanda del Norte | 7        |
| Islas Feroe | 11      | Estonia    | 12      | Luxemburgo           | 4       | Liechtenstein | 0       | San Marino        | 0        |
| Andorra     | 1       | Irlanda    | 7       |                      |         |               |         |                   |          |
| Grupo 6     | Grupo 6 | Grupo 7    | Grupo 7 | Grupo 8              | Grupo 8 | Grupo 9       | Grupo 9 | Grupo 10          | Grupo 10 |
| Suecia      | 19      | Croacia    | 17      | Ucrania              | 16      | Grecia        | 19      | Escocia           | 17       |
| Israel      | 16      | Eslovaquia | 14      | Bélgica              | 15      | Inglaterra    | 17      | Bielorrusia       | 17       |
| Montenegro  | 13      | Serbia     | 13      | Francia              | 15      | Portugal      | 13      | Austria           | 14       |
| Kazajistán  | 5       | Noruega    | 7       | Eslovenia            | 8       | Lituania      | 5       | Albania           | 4        |
| Bulgaria    | 4       | Chipre     | 6       | Malta                | 0       | Macedonia     | 2       | Azerbaiyán        | 4        |

|  | Clasificado para Eurocopa Sub-21 de 2011 tras ganar la repesca |
|  | Clasificado para la eliminatoria de repesca                    |

### Fase final clasificatoria

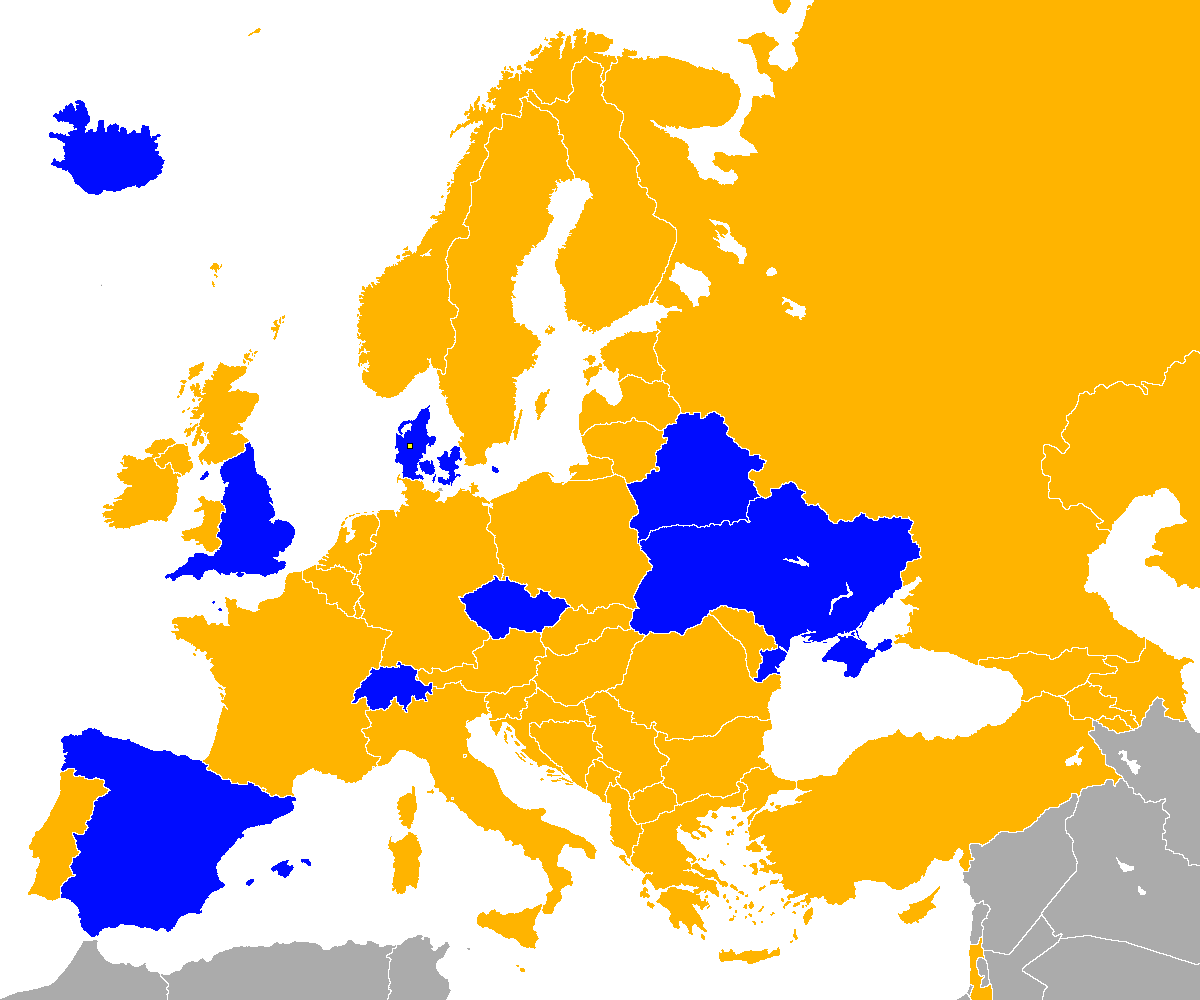
En azul los equipos clasificados

Los 10 ganadores de cada grupo y los cuatro mejores segundos se enfrentarán en partidos de ida y vuelta para definir a los siete países que acompañarán a Dinamarca en al fase final del torneo. Los partidos se jugarán del 7 al 12 de octubre de 2010.
| Local           | Resultado  | Visitante   | Ida | Vuelta |
| --------------- | ---------- | ----------- | --- | ------ |
| Inglaterra      | 2-1        | Rumania     | 2-1 | 0-0    |
| Países Bajos    | 3-3 (v)    | Ucrania     | 1-3 | 2-0    |
| España          | 5-1        | Croacia     | 2-1 | 3-0    |
| Suiza           | 5-2        | Suecia      | 4-1 | 1-1    |
| Islandia        | 4-2        | Escocia     | 2-1 | 2-1    |
| República Checa | 5-0        | Grecia      | 3-0 | 2-0    |
| Italia          | 2-3 (t.e.) | Bielorrusia | 2-0 | 0-3    |

### Equipos clasificados
En total serán 8 equipos afiliados a la UEFA los que tomarán parte en el Eurocopa Sub-21 de 2011.
| Equipos participantes | Equipos participantes | Equipos participantes | Equipos participantes |
| --------------------- | --------------------- | --------------------- | --------------------- |
| Bielorrusia           | Inglaterra            | Dinamarca             | Suiza                 |
| España                | Islandia              | República Checa       | Ucrania               |

## Sedes
| Århus             | Aarhus Aalborg Herning Viborg | Aalborg           |
| ----------------- | ----------------------------- | ----------------- |
| NRGi Park         | Aarhus Aalborg Herning Viborg | Energi Nord Arena |
| Capacidad: 21 000 | Aarhus Aalborg Herning Viborg | Capacidad: 10 500 |
|                   | Aarhus Aalborg Herning Viborg |                   |
| Viborg            | Aarhus Aalborg Herning Viborg | Herning           |
| Viborg Stadion    | Aarhus Aalborg Herning Viborg | MCH Arena         |
| Capacidad: 9 566  | Aarhus Aalborg Herning Viborg | Capacidad: 9 500  |
|                   | Aarhus Aalborg Herning Viborg |                   |

## Árbitros
En total 6 árbitros y 8 asistentes participarán en el torneo
| Árbitros - Robert Schörgenhofer - Marijo Strahonja - Paolo Tagliavento - Aleksandar Stavrev - Milorad Mažić - Markus Strömbergsson | Asistentes - Michael Soteriou - Jukka-Pekka Koskela - Mark Borsch - Christos Akrivos - Damien McGrath - Vytautas Simkus - Marcin Borkowski - Venâncio Tomé | Cuarto Árbitro - Kenn Hansen - Liran Liany |